# Strelac
Strelac je naselje v Občini Šmarješke Toplice. Beseda strelac naj bi izvirala še iz časa bojev za Kranjsko in Ogrsko mejo in je veriga teh obrambnih strelskih utrdb varovala mejo. Imenovale so se tudi kogi ali kogli, kar je bavarska beseda prenešena v naše kraje preko vojske Freisinških škofov. Po Valvasorju je dvor Šuta (Strelac) naslednik predhodnega stolpastega gradu. Med zadnjo vojno je bil objekt požgan, zadnji lastnik Potokar pa ustreljen.